# Maxime Coton
Pour les articles homonymes, voir Coton.
Œuvres principales
- le Geste ordinaire (poésie, 2011)
- Resplendir (nouvelles, 2014)

Maxime Coton, né à La Louvière le 7 juin 1986, est un écrivain belge d'expression française. Il est également réalisateur et homme de radio.

## Biographie
En 2004, à 18 ans, il publie un premier recueil de poésie, intitulé La biographie de Morgane Eldä, aux éditions Tétras Lyre, qui par leur ligne éditoriale rigoureuse, constituent une des références éditoriales du genre en Belgique, depuis 1989. Il devient alors le plus jeune poète belge publié chez un éditeur professionnel.
Depuis, outre de nombreuses collaborations en revues, il a publié plusieurs livres de poésie, notamment le Geste ordinaire (éditions Esperluète), prix Poésyvelines, prix Georges Lockem, prix Charles Plisnier, en 2011. Il développe également d'autres formes d'écriture (nouvelles, chansons, pièces de théâtre). Son recueil de nouvelles Resplendir (éditions Esperluète) est ainsi remarqué par Jean-Claude Vantroyen qui salue son écriture « ciselée, minutieuse » et couronné du prix Emma Martin de l'Association des écrivains belges.
Depuis dix ans, Maxime Coton multiplie les lectures sur scène en Belgique et en France. Dans ce cadre, il fonde en 2011, Canopée, groupe musical mariant jazz, rock et poésie. Leur premier album Aveugles éblouis sort au printemps 2013 et est notamment remarqué par Jérôme Colin (Arte  Belgique).
Il a participé, après sélection, à la résidence d'auteurs du château du Pont d'Oye et est résident au Literarisches Colloquium Berlin (de).
Il organise des rencontres, lectures, spectacles poétiques au sein de divers collectifs (Dispersal, Bruits), en tant que programmateur et intervenant,.
Dans la continuité de cette volonté de mettre son énergie au service d'autres voix autant que de la sienne, Maxime Coton devient en 2009 responsable éditorial aux éditions Tétras Lyre, fonction qu'il exerce jusqu'en 2014. Il y lance une nouvelle collection, alliant musique et poésie, et inscrit la maison d'édition dans l'ère du numérique.
Comme cinéaste, il a réalisé plusieurs films documentaires et expérimentaux.

## Œuvres

### Livres
- la Biographie de Morgane Eldä, poésie, Tétras Lyre, 2004.  (ISBN 978-2-93049-431-9)[11]
- le Geste ordinaire, poésie, Esperluète, 2011.  (ISBN 978-2-35984-016-2)
- Où votre œil s'efface, poésie, Atelier du Hanneton, 2013[12].
- l'Imparfait des langues, poésie, Arbre à paroles, 2014.  (ISBN 978-2-87406-580-4)[13]
- Resplendir, nouvelles, Esperluète, 2014.  (ISBN 978-2-35984-054-4)
- L'Inondation, théâtre, Lansman éditeur, 2014.  (ISBN 978-280710015-2)
- Pages vivantes, poème, L'arbre de Diane éditions, 2019.  (ISBN 978-2-930822-14-3)
- Au dos des nuits, poésie, Tétras Lyre, 2021.  (ISBN 978-2-930822-14-3)

### Films
- le Geste ordinaire, documentaire, une production CVB, Ere Production, WIP, Vosges Télévisions, Bruits asbl, 2011.
- la Mécanique des corps, film expérimental, une production Bruits asbl, deux temps trois mouvements asbl, 2011.
- Infini de se tordre, documentaire, une production Bruits asbl, deux temps trois mouvements asbl, 2011.
- À L’œuvre, fiction expérimentale, une production Bruits asbl, CVB, Pointculture, 2012.
- Commune présence, film expérimental, une production Bruits asbl, le CPC, 2013.
- le Mont de la tentation, documentaire, une production Bruits asbl, deux temps trois mouvements asbl, 2013.
- Enfants des pierres, documentaire, une production Bruits asbl, deux temps trois mouvements asbl, 2014.
- Murmuration, film expérimental, une production Bruits asbl, 2014.
- Soldat inconnu, docu-fiction, une production CVB, Bruits asbl, 2014.
- Petites histoires du monde avant d'aller dormir, documentaire expérimental, une production CVB, Bruits asbl, 2015.
- Après l'usine, documentaire, une production Bruits asbl, RTBF, WIP, CVB, 2019.
- Virages, websérie documentaire au format vertical (conception, coordination et réalisation d'un épisode), une production RTBF, CVB, Bruits asbl, 2021.
- Le Tour du livre, documentaire, une production Bruits asbl, RTBF, deux temps trois mouvements, 2022.
- Changer de peau, film expérimental, une production Bruits asbl, 2022.
- Faire savoir, film expérimental, une production Bruits asbl, CBA, 2022.

### Autres
- Entre création et exil, documentaire radiophonique, 2007.
- les Vagues et l’enfant, fiction radiophonique, 2009.
- Nicolas Treatt : des voix, des visages, documentaire radiophonique, 2010.
- À L’improviste : rencontre avec Garrett List, documentaire radiophonique, 2011.
- Des abattoirs à abattre, documentaire radiophonique, 2012.
- Canopée, Aveugles éblouis, cd 13 titres, 2013.
- Un jour, le jasmin, documentaire radiophonique, 2015.
- L'Inondation, fiction radiophonique, 2015.
- Le refuge, documentaire radiophonique, 2016.
- Vivre et enseigner le cinéma : une rencontre avec Thierry Odeyn, documentaire radiophonique, 2017.
- Living Pages, installation en réalité virtuelle, 2019.
- Grandir, embrasser le noir, fiction radiophonique, 2022.

## Prix

### Livres
- Prix Poésyvelines 2011, pour le Geste Ordinaire.[14]
- Prix Georges Lockem 2012 de l'Académie royale de langue et de littérature françaises de Belgique, pour le Geste Ordinaire[15].
- Prix Geneviève Gran'Ry 2012 de l'Association des écrivains belges, pour l'Imparfait des langues.
- Prix littéraire Charles Plisnier 2013 de la Province de Hainaut; pour le Geste Ordinaire[16].
- Prix Emma Martin 2017 de l'Association des écrivains belges, pour Resplendir.
- Prix PILEn / Protopitch 3.0 2017, pour l'expérience en réalité virtuelle Living Pages.
- Prix Biennal Robert Goffin 2018 de la Fondation Poche, pour Au dos des nuits.

### Films
- Prix du jury 2013, festival Cris du monde, pour le Mont de la tentation[17].
- Prix Biennal Hainuyer d'Aide à la Création Audiovisuelle, 2019, pour Après l'usine.
- Prix du Regard Social, Festival du Film d'Action Sociale - IRTS de Lorraine, 2021, pour Après l'usine.
- Prix Best Illustrated Poem, Wales International Film Festival, 2022, pour Changer de peau [18].
- Prix Best Directing In Animated Films, The Pigeon International Film Festival (PIFF), 2022, pour Changer de peau.
- Prix Delluc Avant-garde Winner, Festival Fotogenia, 2022, pour Changer de peau [19].
- Prix Second Best Film, JÁ International Poetry Film Competition, 2023, pour Changer de peau [20].

### Autres
- Lumiere Award 2019, Stereopsia, pour Living Pages[21].